# Rokitnik (stacja kolejowa)
Rokitnik – zlikwidowana stacja kolejowa w Rokitniku, w gminie Kiwity, w powiecie lidzbarskim w województwie warmińsko-mazurskim, w Polsce. Stacja została otwarta w dniu 1 września 1905 roku. Zlikwidowana została w 1945 roku przez Sowietów